# Sebastian Ochsenkhun

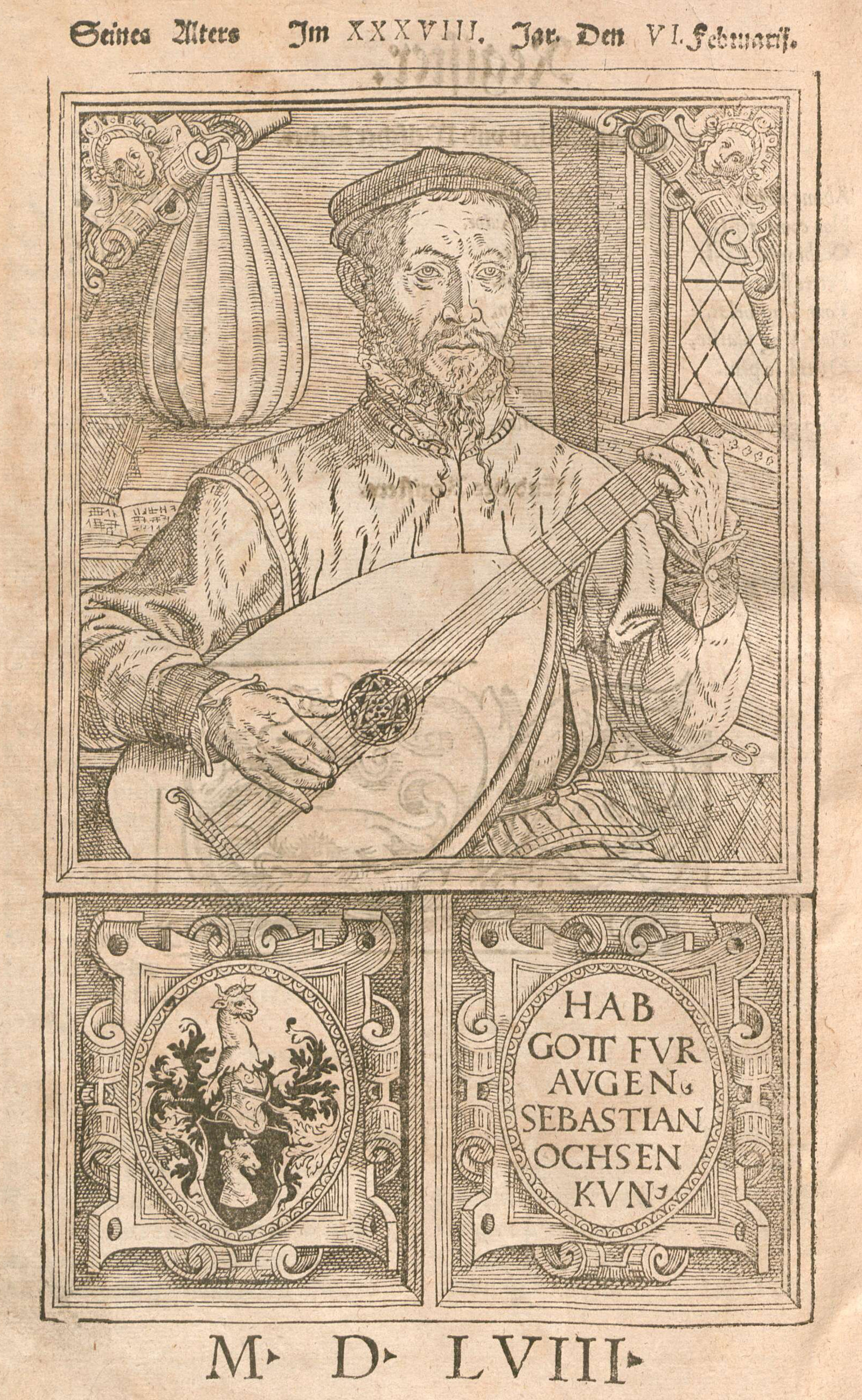
Tabulaturbuch auff die Lauten van Sebastian Ochsenkhun (1521-1574); Heidelberg: Johann Khol, 1558; papier, houtgravure, 5 cm; exemplaar bewaard in de Badische Landesbibliothek, Karlsruhe, Don. Mus. Dr. 3127 [Mus.Bd. A. 678])

Sebastian Ochsenkhun (Neurenberg, 6 februari 1521 – Heidelberg, 20 augustus 1574) was een luitspeler en componist in het Heilige Roomse Rijk.
Hij was luitspeler bij paltsgraaf Ottheinrich zu Neuburg aan de Donau en ging in 1544 als luitleraar aan het hof van de keurvorst van de Palts in Heidelberg werken.
In 1556, onder het bestuur van Ottheinrich in Heidelberg, bracht Ochsenkhun een verzameling liederen en motetten in bewerking voor luit uit, het "Tabulaturbuch auff die Lauten", dat in 1558 in Heidelberg werd uitgegeven. De bundel met luittabulatuur bevatte behalve zijn eigen stukken ook bewerkingen van werk van andere componisten.